# Otrava Alexandra Litviněnka
Alexandr Litviněnko byl bývalý důstojník ruských tajných služeb FSB a KGB, který před soudním stíháním utekl z Ruska a získal politický azyl ve Velké Británii. Podle jeho ženy a otce po získání azylu pracoval pro britské tajné služby MI6 a MI5.
Počátkem listopadu 2006 se v Londýně sešel s dalšími bývalými agenty KGB Dmitrijem Kovtunem a Andrejem Lugovým. Nedlouho po setkání byl hospitalizován v nemocnici a 23. listopadu zemřel na otravu radioaktivním poloniem. V květnu 2007 britská policie obvinila z vraždy Lugového. Británie oficiálně požádala ruskou vládu o jeho vydání. Ruská ústava však zakazuje vydávat ruské občany cizím úřadům.
V lednu 2015 začalo v Británii druhé, veřejné soudní vyšetřování Litviněnkovy smrti. V lednu 2016 soudce dospěl k závěru, že operaci s cílem zabít Litviněnka pravděpodobně posvětil šéf ruské tajné služby FSB Patrušev a nejspíš ji odsouhlasil prezident Putin. Za pachatele vraždy označil soud Andreje Lugového a Dmitrije Kovtuna.

## Onemocnění a otrava
Dne 1. listopadu 2006 Litviněnko náhle onemocněl. Předtím se setkal se dvěma bývalými agenty KGB Dmitrijem Kovtunem a Andrejem Lugovým a také s italským akademikem a bezpečnostním konzultantem Mariem Scaramellou, který mu údajně předal informace o smrti Anny Politkovské, ruské novinářky zastřelené v říjnu 2006 v Moskvě.
Litivněnko byl hospitalizován, trpěl silným průjmem a zvracením. 17. listopadu byl převezen do University College Hospital, kde mu byla zajištěna policejní ochrana. 20. listopadu byl už po ztrátě všech vlasů a silném úbytku na váze umístěn na jednotku intenzivní péče. Pouhé tři dny nato 23. listopadu ve večerních hodinách zemřel, ale ještě předtím obvinil ze své smrti ruského prezidenta Vladimira Putina.
Za příčinu otravy bylo nejprve považováno thalium, až později při vyšetřování bylo za její příčinu označeno radioaktivní polonium, konkrétně radioaktivní izotop polonium 210. Zvýšenou míru radiace později policie prokázala v suši baru, kde měl Litviněnko schůzku v den svého onemocnění, ale i v hotelu, kde pobýval, a v jeho domově v severním Londýně. Stopy polonia však vzhledem k cestám zúčastněných osob policie objevila nejen v dalších částech Londýna, ale také v Moskvě a v Hamburku.

## Vyšetřování
Otravu a smrt Litviněnka začala vyšetřovat protiteroristická jednotka londýnské metropolitní policie. Vedoucí této jednotky Peter Clarke uvedl, že policie "bude hledat možné svědky a zkoumat pohyby pana Litviněnka v rozhodném čase, včetně doby, kdy poprvé onemocněl, a identifikovat lidi, s kterými se mohl setkat. Bude také provedeno rozsáhlé prozkoumání záběrů bezpečnostních kamerových systémů." 6. prosince 2006 metropolitní policie oznámila, že Litviněnkova smrt je vyšetřována jako vražda. Do případu byl zapojen také Interpol, který poskytoval rychlou výměnu informace mezi britskou, ruskou a německou policií.
V květnu 2007 byl z vraždy obviněn Lugovoj a Británie oficiálně požádala ruskou vládu o jeho vydání.
V lednu 2015 začalo v Británii druhé, veřejné soudní vyšetřování Litviněnkovy smrti, a to na žádost Litviněnkovy vdovy. První neveřejné vyšetřování se totiž nesmělo dotknout tajných důkazů spojených s možnou rolí Ruska při zabití Litviněnka.

## Polonium 210 – původ a dávka
Britský fyzik Norman Dombey vyšetřovatelům sdělil, že Litviněnko zemřel po dávce, která činila 26,5 mikrogramu polonia 210 s poločasem přeměny 138,376 dne. Podle Dombeye bylo polonium vyrobeno v ruském závodě Avangard asi 500 kilometrů jihovýchodně od Moskvy. Zařízení pochází z dob Sovětského svazu, kdy se jmenovalo Arzamas-16 a bylo součástí sítě průmyslu na výrobu jaderných zbraní.

## Chronologie případu

### 2006

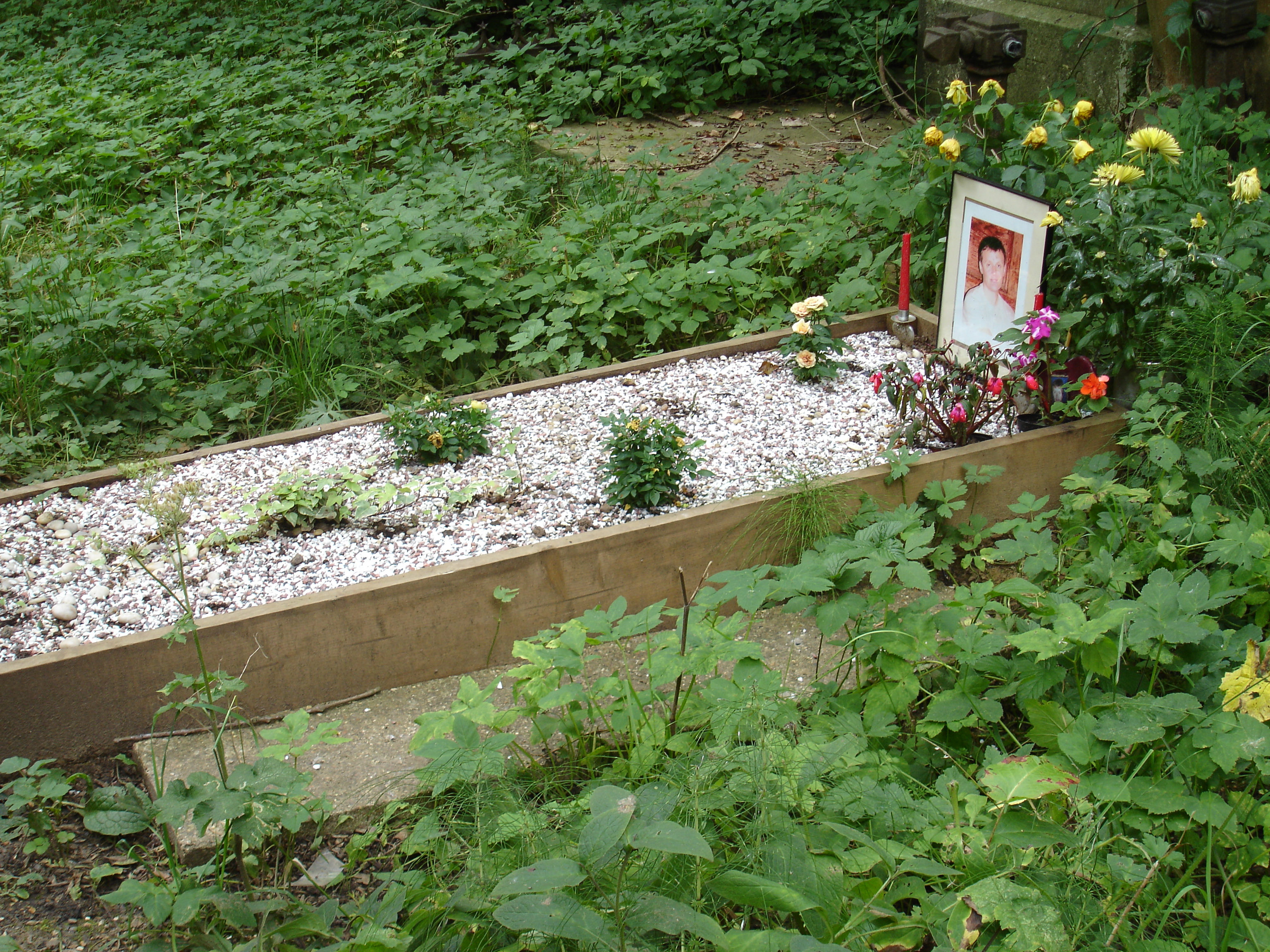
Litviněnkův hrob

- 1. listopadu – Litviněnko se sešel s bývalými agenty KGB Andrejem Lugovým, Dmitrijem Kovtunem a Vjačeslavem Sokolenkem v londýnském hotelu Millenium. Dále se v japonské restauraci setkal s Italem Mariem Scaramellou, který mu měl předat informace o vraždě ruské novinářky Anny Politkovské. Za několik hodin poté byl Litviněnko hospitalizován v nemocnici v severním Londýně.
- 17. listopadu – kvůli zhoršení zdravotního stavu byl Litviněnko převezen do University College Hospital, kde mu byla zajištěna i policejní ochrana
- 20. listopadu – Litviněnko byl po ztrátě vlasů a úbytku na váze umístěn na jednotku intenzivní péče
- 23. listopadu – ve večerních hodinách Litviněnko zemřel. Před smrtí obvinil ze své smrti ruského prezidenta Vladimira Putina.[5]
- 24. listopadu – britské úřady uvedly, že Litviněnkova smrt má souvislost s radioaktivním izotopem polonia 210. Putin zpochybnil Litviněnkovo obvinění a případ označil za tragédii, která byla použita k politickým provokacím.
- 25. listopadu – na místech obou schůzek z 1. listopadu i v Litviněnkově bytě byla zjištěna zvýšená úroveň radioaktivity
- 30. listopadu – začalo policejní vyšetřování Litviněnkovy smrti[5]
- 1. prosince – byl hospitalizován Scaramella také kontaminovaný poloniem, byla provedena pitva Litviněnkova těla
- 4. prosince – britský ministr vnitra John Reid informoval evropské ministry o postupu šetření a do Moskvy přiletěli britští vyšetřovatelé
- 6. prosince – Britská policie oznámila, že Litviněnkova smrt je vyšetřována jako vražda
- 7. prosince – Litviněnko byl pohřben v Londýně
- 10. prosince – německé úřady uvedly, že policie objevila radioaktivní stopy způsobené poloniem v Hamburku a v okolí, kde se pohyboval Kovtun[5]

### 2007
- 11. ledna – britská agentura pro ochranu veřejného zdraví HPA oznámila, že pro možnou kontaminaci poloniem bylo testováno kolem 600 lidí
- 31. ledna – Scotland Yard ukončil vyšetřování vraždy Litviněnka
- 6. února – Boris Berezovskij oznámil, že sám Litviněnko podezíral z podání jedu Lugového
- 22. května – britská prokuratura navrhla za vraždu Litviněnka zatknout a stíhat Lugového[5]
- 31. května – Lugovoj na tiskové konferenci v Moskvě uvedl, že Litviněnko nebyl jeho nepřítel, že proti němu nic neměl, ale že byl Litviněnko britský špion. Tvrdil také, že se ho pokusila získat britská tajná služba, aby poskytl "kompromitující informace" o Putinovi.[13]
- 5. července – Rusko oficiálně odmítlo vydání Lugového[14]
- 16. července – britská vláda oznámila vyhoštění 4 diplomatů ruské ambasády v Londýně. Ministr zahraničních věcí David Miliband také uvedl, že bude přezkoumána spolupráce v řadě oblastí.[13]
- 19. července – Rusko oznámilo vyhoštění 4 zaměstnanců britské ambasády

### 2014
- leden – Marina Litviněnková se obrátila na Vrchní soud s cílem donutit britskou vládu k veřejnému vyšetřování smrti jejího manžela
- 13. února – soud rozhodl, že ministerstvo vnitra pochybilo, když vyloučilo veřejnost z předchozího řízení[15]

### 2015
- 27. ledna – u nejvyššího soudu v Londýně začalo veřejné vyšetřování smrti Litviněnka[16]
- 31. července – bylo ukončeno veřejné vyšetřování, jehož závěry měly být kompletně zveřejněny koncem roku. Podle právníků nebylo pochyb o přímém zapojení Ruska do vraždy Alexandra Litviněnka.[17][18]

### 2016
- 21. ledna - soudce Robert Owen dospěl k závěru, že operaci FSB s cílem zabít Litviněnka pravděpodobně posvětil její tehdejší šéf Nikolaj Patrušev a nejspíš ji odsouhlasil také prezident Vladimir Putin. Za pachatele vraždy označil soud Andreje Lugového a Dmitrije Kovtuna.[4]